# Sionan (Mythologie)
Sionan ist der Name einer Sagengestalt aus der keltischen Mythologie Irlands.
Ähnlich der Tradition über den Boyne und die Flussgöttin Boann soll Sionan an der Entstehung des Shannon beteiligt gewesen sein. Sionan, eine Enkelin des Meeresgottes Lir, entweihte aus Neugier die ihm gehörende geheime „Quelle des Wissens“ und wurde deshalb zur Strafe in das Wasser der Quelle verbannt. Dadurch entstand ein Fluss, der ihren Namen erhielt. 